# Oksby
Oksby – miasto w Danii, w regionie Dania Południowa, w gminie Varde.
Na terenie miasta znajduje się muzeum Tirpitz o tematyce II Wojny Światowej, lokalnej historii i bursztynu.